# چارلز برنت (کارگردان)
چارلز برنِت (انگلیسی: Charles Burnett؛ زادهٔ ۱۳ آوریل ۱۹۴۴) کارگردان، هنرپیشه، فیلم‌نامه‌نویس، مدیر فیلم‌برداری، و تهیه‌کننده اهل ایالات متحده آمریکا است. 
وی همچنین برنده جوایزی همچون کمک هزینه گوگنهایم و جایزه اسکار افتخاری در سال ۲۰۱۸ شده است.

## پشینیه
چارلز برنت در ۱۳ آوریل سال ۱۹۹۴ در ویکسبرگ، می‌سی‌سی‌پی به دنیا آمد. در سال ۱۹۴۷ خانواده چارلز به محله واتس در شهر لس آنجلس نقل مکان کردند. از نوجوانی علاقه مند به بیان خویش از طرق هنر بود اما مشکلات اقتصادی و تلاش برای رفع آن مشکل مانعی برای حضور اون در دانشگاه برای تحصیل فیلم بود.

## تحصیلات
برنت تحصیلاتش را در دانشگاه ایالتی شهر لس آنجلس در رشته الکترونیک آغاز کرد اما عدم رضایت از آن رشته تحصیلی باعث شد که در کلاس نویسندگی ثبت نام کند و دیرتر تصمیم به محک خود در عرصه هنر گرفت. او برای تحصیل در رشته نویسندگی به دانشگاه یو سی ال ای در شهر لس آنجلس رفت. 

## فیلم‌شناسی
- چندین دوست (فیلم کوتاه، ۱۹۶۹)
- اسب (فیلم کوتاه، ۱۹۷۳)
- قاتل گوسفند (۱۹۷۸)
- عروسی برادرم (۱۹۸۳)
- با خشم خوابیدن (۱۹۹۰)]
- آمریکا شدن (مستند تلوزیونی، ۱۹۹۱)
- سپر شیشه‌ای (۱۹۹۴)
- شب جان (فیلم تلوزیونی، ۱۹۹۶)
- عروسی (تلوزیونی، ۱۹۹۷)
- خانواده آمریکایی (سریال تلوزیونی، ۲۰۰۲)